# Mattarello

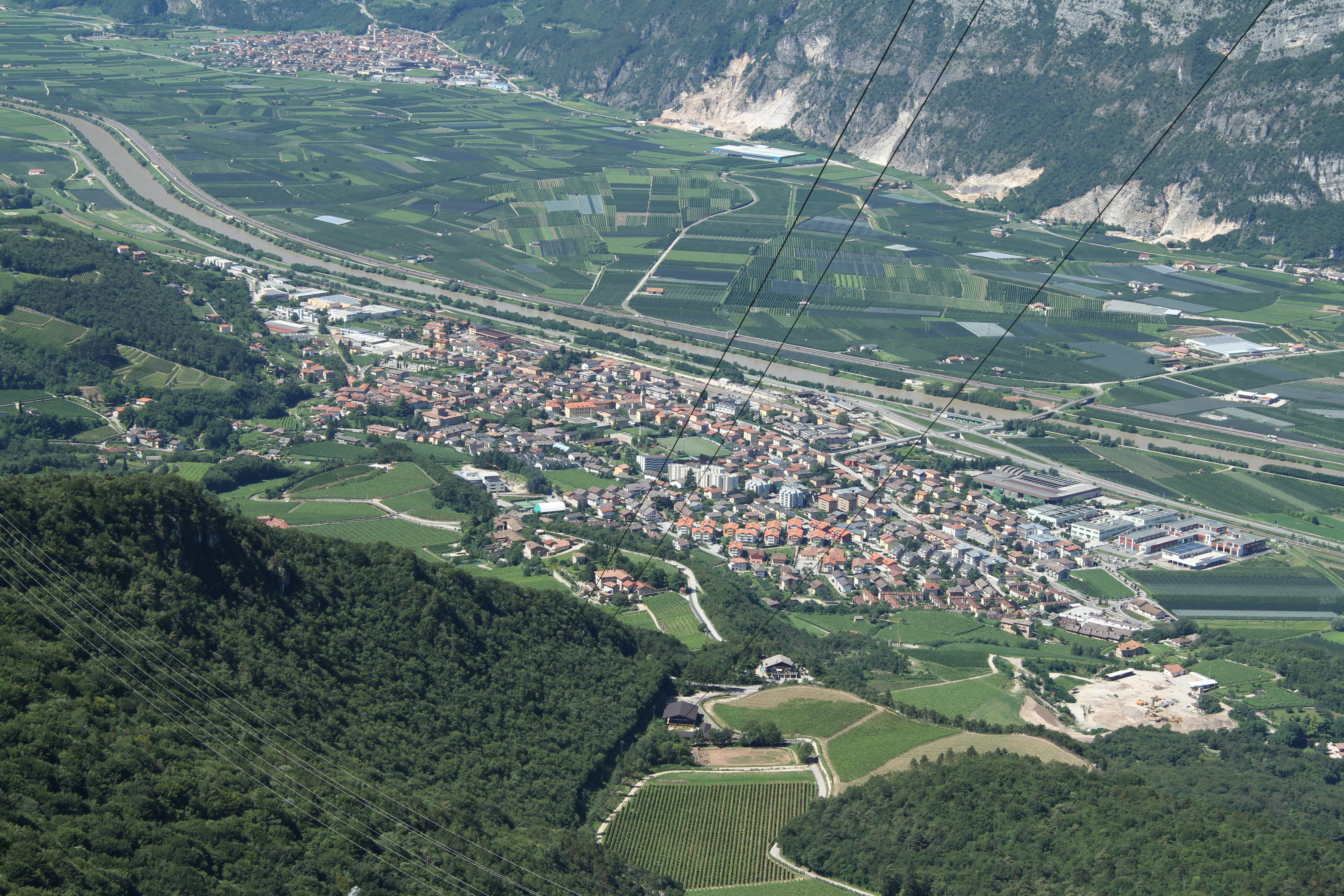
Mattarello visto do alto do Val di Gola.

Mattarello (em alemão Madrell) é uma fração comunal e circunscrição administrativa da cidade de Trento, Itália. Encontra-se a sete quilômetros ao sul da cidade e conta com 6.018 abitanti (2011).